# Gymnocalycium anisitsii
Gymnocalycium anisitsii är en kaktusväxtart som först beskrevs av Karl Moritz Schumann, och fick sitt nu gällande namn av Nathaniel Lord Britton och Joseph Nelson Rose. Gymnocalycium anisitsii ingår i släktet Gymnocalycium och familjen kaktusväxter.

## Underarter
Arten delas in i följande underarter:
- G. a. anisitsii
- G. a. damsii

## Bildgalleri

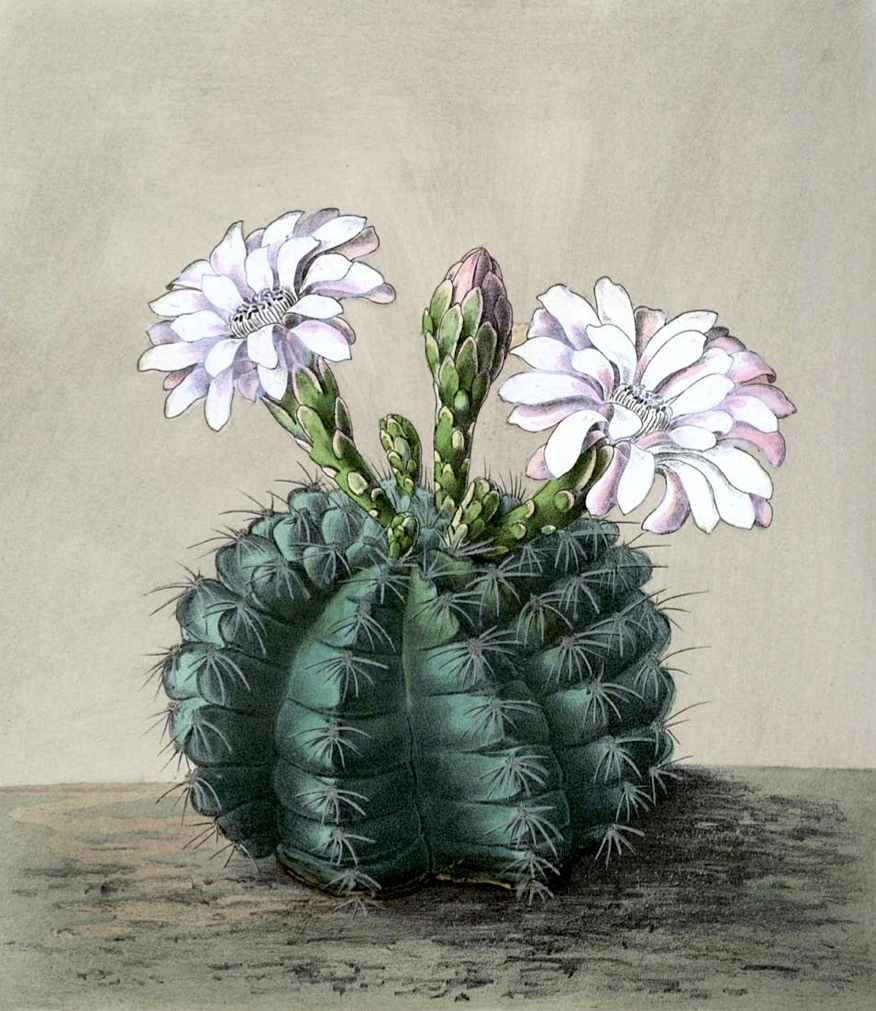
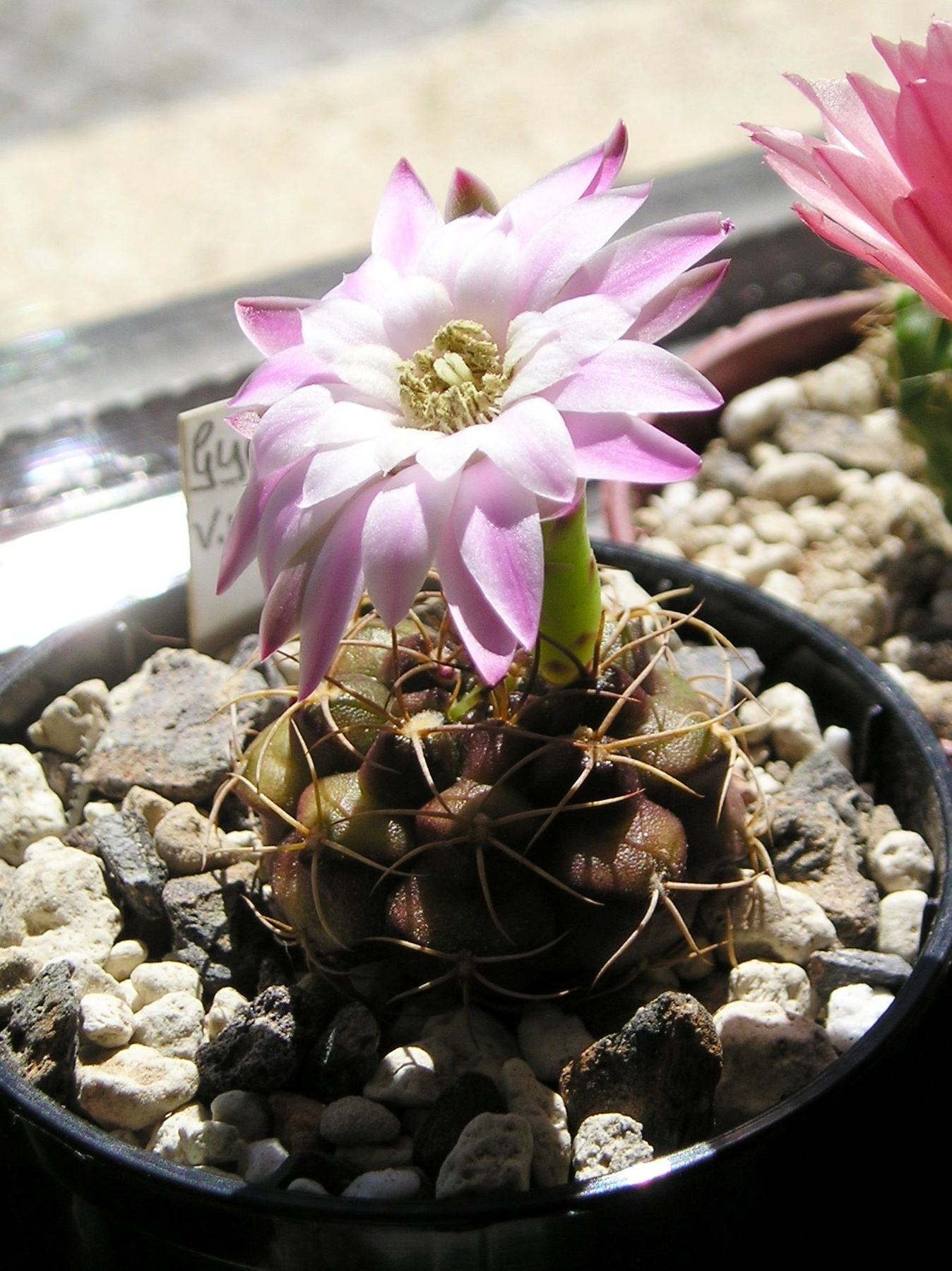
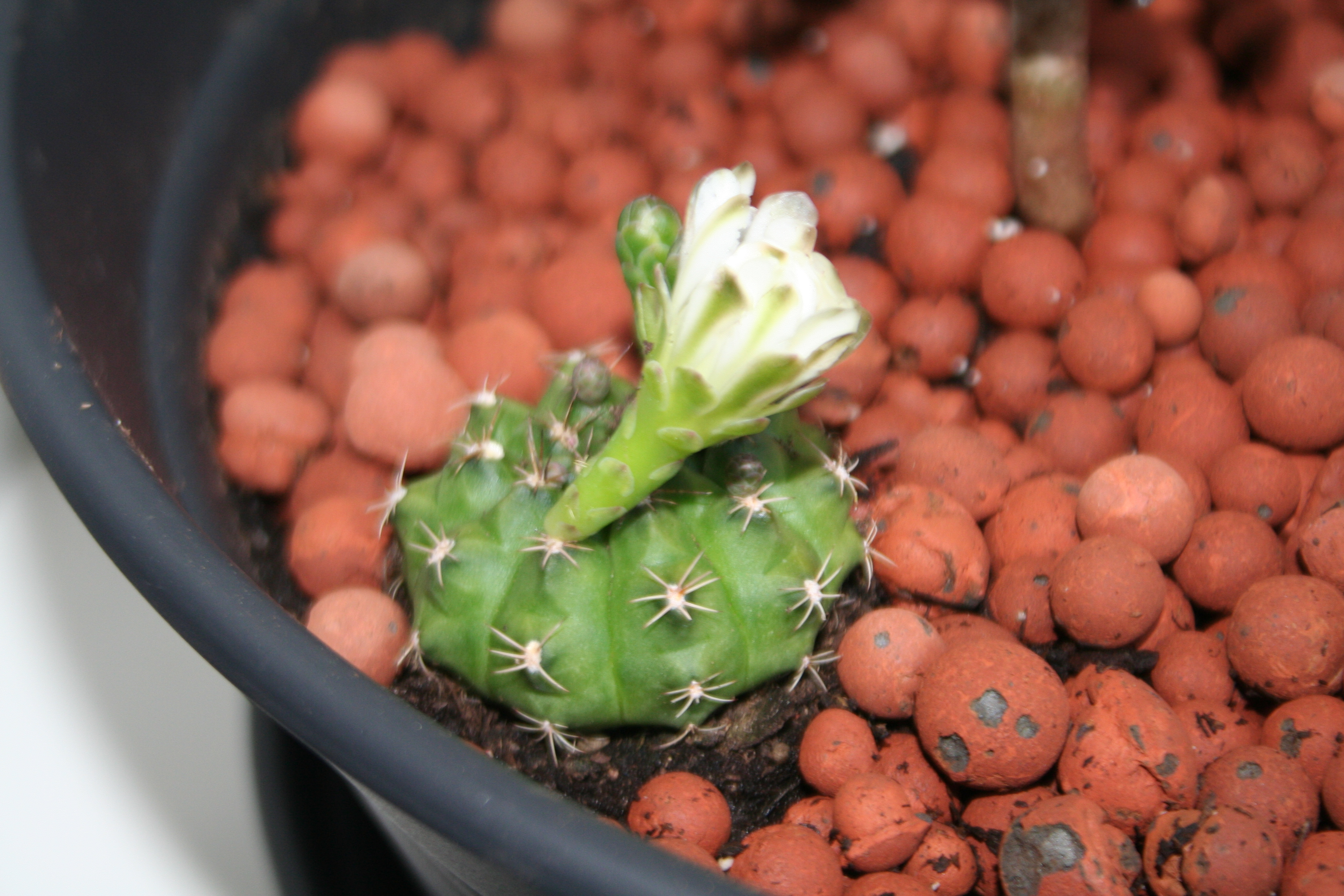